# Natália Dubovcová
Natália Dubovcová Přidalová (Bratislava, 5 de julho de 1990) é uma ex-jogadora de vôlei de praia eslovaca, semifinalista no Campeonato Europeu de 2015 na Áustria.

## Carreira
Em 2007 formou dupla com Dominika Kristiniková e alcançou o décimo sétimo lugar no Campeonato Europeu Sub-18 em Brno e em seguida com Daniela Hradecká no Campeonato Mundial Sub-19 em Mysłowice e terminaram em vigésimo nono lugar. Em 2009, formou dupla Dominika Nestarcová e sagrou-se campeã nacional, e estreou com tal parceria no circuito mundial nos Masters de Gran Canaria e Berlim, terminando no décima terceiro lugar no Challenger do Chipre, ainda competiu nos Abertos de Stare Jabłonki e Haia.
Em 2010, jogou ao lado de Nestarcová e foram bicampeãs eslovacas, finalizara em nono no Challenger de Varna, e também disputaram os Grand Slams de Moscou e Klagenfurt. No ano seguinte, obtiveram o quarto lugar na etapa Satélite de Baden e o sétimo posto no Masters de Niechorze pelo circuito mundial. Em 2012, foram quartas colocadas no Masters de Baden, quinto lugar no Grand Slam de Gstaad e no Masters de Varna ainda qualificou-se pela primeira vez para o torneio principal do Campeonato da Europeu em Scheveningen e terminou em nono.Esteve com Dominika Nestarcová no Campeonato Mundial de 2013 em Stare Jabłonki e chegaram na fase das oitavas de final e concluíram em nono e no circuito mundial terminaram em quinto no Grand Slam de Long Beach, além do nono posto no Grand Slam de São Paulo, terminaram no décimo sétimo lugar no Campeonato Europeu de Klagenfurt.
Em 2014, estiveram juntas no Campeonato Europeu de 2014 em Cagliari, outra vez chegam nas oitavas de final e mais uma vez terminam em nono lugar, e no Circuito Mundial depois de um nono lugar no Grand Slam de Berlim, e pela primeira vez foram medalhistas, obtendo os terceiros lugares nos Grand Slams de Stavanger e Long Beach.Em 2015 disputou o Campeonato Europeu em Klagenfurt ao lado de Dominika Nestarcová e foram semifinalista, finalizando no quarto lugar e alcançaram os dez melhores resultados no circuito mundial de 2015, terminando em nono no Aberto de Praga e no Major Series de Stavanger e em quinto no Grand Slam em Moscou. No Campeonato Mundial de 2015, na Holanda, terminaram no décimo sétimo posto.
No circuito mundial de 2016, jogaram juntas e terminaram em nono lugar nos Abertos de Vitória e Antália,terminaram em terceiro no Grand Slam em Olsztyn, e no Campeonato Europeu de Bienna perdem nas oitavas de final, depois romperam a dupla e chegou a competir jogou mais quatro torneios com Nina Herelová. Desde 2017 compete com Andrea Štrbová, terminando em nono lugar em Haia (torneio três estrelas) e o décimo sétimo lugar em Olsztyn (torneio quatro estrelas), também jogaram os torneios em Siófok, Mersin e Vaduz. 
Com Andrea Štrbová, em 2018 disputaram pela primeira vez um torneio cinco estrelas em Fort Lauderdale, obtendo o terceiro lugar no torneio de três estrelas em Mersin, foram eliminadas na fase preliminar do Campeonato Europeu de 2018, e foram competir no circuito alemão (German Techniker Beach Tour), nas etapas de Münster e Dresden, quando terminaram em quarto lugar. No circuito mundial de 2018-19 ficaram em quinto lugar no cinco estrelas de Gstaad, nos eventos de Qinzhou e Kuala Lumpur (três estrelas cada) e Haia (quatro estrelas), terminou em nono lugar nos torneios de quatro estrelas em Itapema e Jinjiang, e disputaram o Campeonato Mundial de 2019 em Hamburgo e no Finals em Roma, terminando em décimo sétimo lugar.

## Títulos e resultados
- 3* de Mersin do Circuito Mundial de Vôlei de Praia:2018
- Grand Slam de Olsztyn do Circuito Mundial de Vôlei de Praia:2016
- Grand Slam de Long Beach do Circuito Mundial de Vôlei de Praia:2014
- Grand Slam de Stavanger do Circuito Mundial de Vôlei de Praia:2014